# Madlen Kaniuth
Madlen Kaniuth (* 28. Juli 1974 in Waren (Müritz)) ist eine deutsche Schauspielerin und Sängerin.

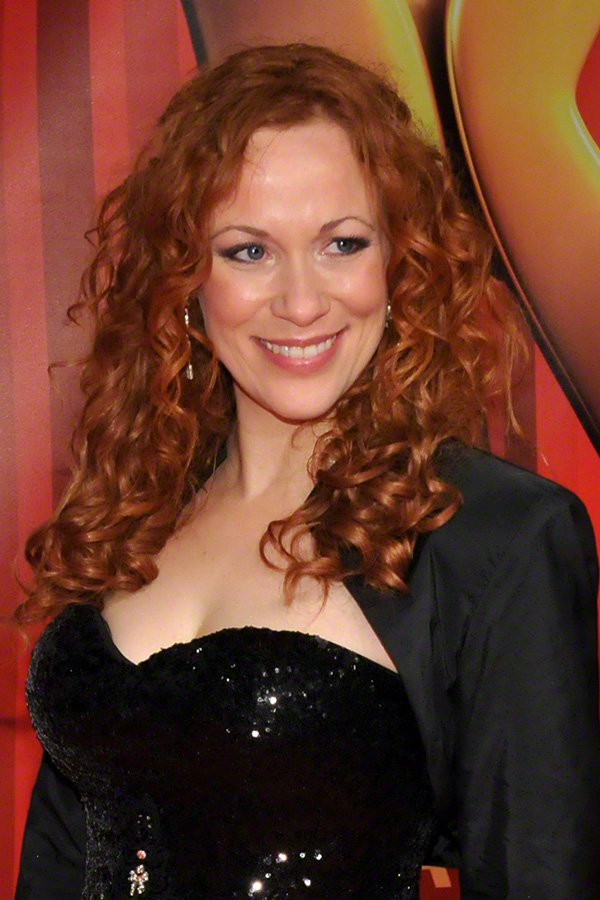
Madlen Kaniuth (2013)

## Leben und Karriere
Schon als Kind wollte Madlen Kaniuth Theaterkünstlerin werden. Sie wurde Teil des Schulchors und des Dramatischen Zirkels, schloss sich verschiedenen Tanzgruppen an und choreografierte zusammen mit ihrer Freundin und Tanzpartnerin. 1993 absolvierte sie ihr Abitur am Richard-Wossidlo-Gymnasium in Waren (Müritz) und ging direkt im Anschluss für ein Jahr in die USA (1993/1994), wo sie in Virginia ebenfalls Tanz-, Gesang- und Schauspielkurse belegte. Von 1995 bis 1998 absolvierte Kaniuth in Berlin neben ihrer Schauspiel- und Gesangsausbildung auch eine Tanzausbildung. Ihr erstes Engagement erhielt sie noch während ihrer Ausbildung: An der Oper Bonn stand sie für West Side Story unter der Choreografin Melissa King auf der Bühne. Daraufhin folgten etliche weitere Theater und Musical-Engagements wie Anything goes und On the town (Staatstheater Oldenburg), Cats (Capitoltheater Düsseldorf) sowie diverse Hauptrollen in Musicals und Musical-Galas in Deutschland und Europa.
Ihr Fernsehdebüt gab Kaniuth 2001 mit einer Werbung für Nescafé, in der auch Harald Schmidt mitspielte, sowie mit einer Gastrolle in der RTL-Serie Die Camper. Kaniuth war unter anderem auch im Tatort, Pastewka, Die Anrheiner, Notruf Hafenkante, Hotel 13 zu sehen und spielte immer wieder Hauptrollen in Werbespots oder Kurzfilmen, von denen einige preisgekrönt wurden. Größere Bekanntheit erlangte die Schauspielerin durch ihre Rolle der Sekretärin Brigitte Schnell in der RTL-Soap Alles was zählt. Ihre Premiere in einem Kinofilm feierte Kaniuth 2002 mit der internationalen Produktion Le Anime Veloci, für die sie in Mailand und Berlin vor der Kamera stand. Ihre aktuelle Kinoproduktion Happy End wurde im Sommer 2013 abgedreht.
Bis heute ist Kaniuth auch dem Gesang treu geblieben und ist als Frontfrau der Coverbands 80Special und Nightliners in ganz Deutschland unterwegs.
2014 thematisierte sie öffentlich ihre jahrelange belastende Erkrankung an einem Lipödem, das sie durch eine Operation erfolgreich behandeln lassen konnte. Die Schauspielerin lebt zusammen mit ihrem Lebensgefährten in Köln.

## Soziales Engagement
Madlen Kaniuth unterstützt verschiedene wohltätige Projekte. So setzt sie sich als prominente Botschafterin für den Verein Kinderlachen e.V. ein. Schon häufiger wirkte sie beim RTL-Spendenmarathon für Kinder in Not mit. Außerdem unterstützt sie die Deutsche Knochenmarkspenderdatei (DKMS) und ist bei vielen DKMS-Aktionen mit von der Partie.

## Filmografie

### Fernsehen
- 2002: Stamp
- 2002: Die Camper (Serie)
- 2002: Unter uns (Serie)
- 2003: Anwälte der Toten (Serie)
- 2004: Die Anrheiner (Serie)
- 2004: Ohne Worte (Serie)
- 2004: Tillmanns (Pilot)
- 2005: Die Sitte (Serie)
- 2006–2019: Alles was zählt (Serie)
- 2007: Pastewka (Serie)
- 2009: Monster (Webserie)
- 2012: Notruf Hafenkante – Das Testament (Serie)
- 2013: Hotel 13 (Serie)
- 2014: Tatort – Ohnmacht

### Kinofilmproduktionen und Kurzfilme
- 2002: Le Anime Veloci (Schnelle Seelen) – Regie: Parquale Marrazzo
- 2004: Titanikchen – Regie: Anna Silvia Bins
- 2004: Jesus built my Hotrod (Kurzfilm) – Regie: Th. Felden
- 2005: Dean’s Life (Kurzfilm) – Regie: Grigorij Richters
- 2011: Liebesdunst (Kurzfilm) – Regie: Adam Worozanski
- 2013: Happy End – Regie: Petra Clever
- 2013: Dick und Dalli – Immenhof

## Theater und Musical
- 1997/1998: West Side Story (Musical), Oper Bonn
- 2002/2003: Alptraum (Boulevardtheater), Phoenix on Tour
- 2004/2005: Cats (Booth) (Musical), Capitol Theater in Düsseldorf
- 2006/2007: Anything goes (Musical), Oldenburgisches Staatstheater
- 1997/1998: West Side Story (Musical), Oper Bonn
- 2007: ABBA meets Queen (Musicalgala), Deutschlandtour
- 2007: Die Schöne und das Biest (Musical), Europatour
- 2008: Best of Andrew Lloyd Webber (Musicalgala), Europatour
- 2009: On the Town (Musical), Oldenburgisches Staatstheater
- 2012: Tanzmariechen XXL (Theater), Millowitsch-Theater